# Santa Lucia (Södra Ilocos)
Santa Lucia (Bayan ng Santa Lucia) är en kommun i Filippinerna. Kommunen ligger på ön Luzon, och tillhör provinsen Södra Ilocos. Folkmängden uppgår till 22 363 invånare.

## Barangayer
Santa Lucia delas in i 36 barangayer.
| - Alincaoeg - Angkileng - Arangin - Ayusan (Pob.) - Banbanaba - Bao-as - Barangobong (Pob.) - Buliclic - Burgos (Pob.) - Cabaritan - Catayagan - Conconig East | - Conconig West - Damacuag - Lubong - Luba - Nagrebcan - Nagtablaan - Namatican - Nangalisan - Palali Norte - Palali Sur - Paoc Norte - Paoc Sur | - Paratong - Pila East - Pila West - Quinabalayangan - Ronda - Sabuanan - San Juan - San Pedro - Sapang - Suagayan - Vical - Bani |

## Källor

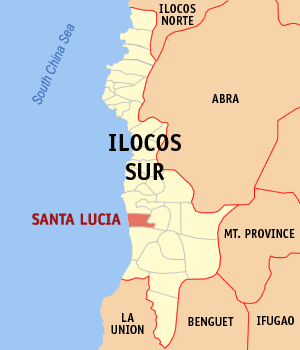
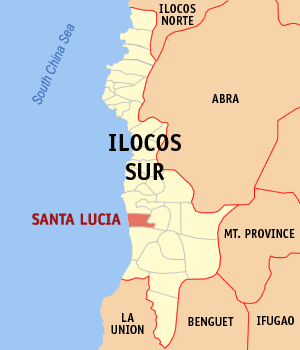